# 烏賀陽正弘
烏賀陽 正弘（うがや まさひろ、1932年（昭和7年）3月17日 - ）は、日本の国際ビジネスコーディネーター、ライター、翻訳家。ジャーナリストの烏賀陽弘道は息子。京都大学名誉教授の烏賀陽然良は祖父。

## 略歴
フィリピン・マニラ生まれ。横浜正金銀行元行員で江商（現：兼松）取締役や東京皮革社長を務めた烏賀陽恒正の長男として生まれる。父親の仕事の関係で、生後すぐアメリカ合衆国に渡り、幼少期をニューヨークとロサンゼルスで過ごす。京都大学法学部卒業。東レ入社、国際ビジネスに従事。帰国後、同社マーケティング開発室長などを経て独立。

## 著書
- 『男だけの英語』（日本経済新聞社） 1977年5月
- 『ここがおかしい日本人英語』（日本経済新聞社） 1979年4月
- 『読むだけで英語に強くなる このユーモアがわからないと商売はできない』（潮出版社） 1986年
- 『ビジネスのための完璧Eメール英語』（潮出版社、潮ライブラリー） 2000年4月
- 『驚異のアクション英会話』（学習研究社） 2002年12月
- 『ユダヤ人金儲けの知恵 ユダヤ人のように考えろ!』（ダイヤモンド社） 2004年4月
- 『痛快! アメリカン・ジョーク 困った時に必ず役立つユダヤ人の知恵 ビジネスマン必携』（五月書房） 2004年12月、のち改題『世界がわかるアメリカ・ジョーク集』』（三笠書房、知的生きかた文庫）
- 『ユダヤ人ならこう考える! お金と人生に成功する格言』（PHP新書） 2005年1月
- 『超常識のメジャーリーグ論』（PHP新書） 2006年7月
- 『「自分が会社になる!」という生き方』（ごま書房） 2007年10月
- 『頭がよくなるユダヤ人ジョーク集』（PHP新書） 2008年3月
- 『ユダヤ人の「考える力」苦難に耐え、克服する三千年の知恵』（PHP研究所） 2010年8月
- 『必ず役立つ!「○○の法則」事典』（PHP研究所） 2012年5月

## 翻訳
- 『これから10年、新黄金時代の日本』（ビル・エモット、PHP新書） 2006年10月
- 『世界潮流の読み方』（ビル・エモット、PHP新書） 2008年12月
- 『毛沢東は生きている 中国共産党の暴虐と闘う人々のドラマ』（フィリップ・P・パン、PHP研究所） 2009年9月
- 『変わる世界、立ち遅れる日本』（ビル・エモット、PHP新書） 2010年3月